# Olympische Sommerspiele 1912/Schießen – 50 m Freie Pistole Mannschaft (Männer)
Der Mannschaftswettkampf im Schießen mit der Freien Pistole der Männer bei den Olympischen Spielen 1912 in Stockholm wurde am 2. Juli auf den Kaknäs skjutbanor ausgetragen.
Eine Mannschaft bestand aus vier Schützen. Geschossen wurde über eine Distanz von 50 Metern. Jeder Schütze gab 60 Schuss unterteilt in 10 Serien à 6 Schuss ab.

## Ergebnisse
| Rang | Nation             | Athleten                 | Punkte | Punkte |
| Rang | Nation             | Athleten                 | Einzel | Gesamt |
| ---- | ------------------ | ------------------------ | ------ | ------ |
| 1    | Vereinigte Staaten | Alfred Lane              | 509    | 1916   |
| 1    | Vereinigte Staaten | Henry Sears              | 474    | 1916   |
| 1    | Vereinigte Staaten | Peter Dolfen             | 467    | 1916   |
| 1    | Vereinigte Staaten | John Dietz               | 466    | 1916   |
| 2    | Schweden           | Georg de Laval           | 475    | 1849   |
| 2    | Schweden           | Eric Carlberg            | 472    | 1849   |
| 2    | Schweden           | Vilhelm Carlberg         | 459    | 1849   |
| 2    | Schweden           | Erik Boström             | 443    | 1849   |
| 3    | Großbritannien     | Horatio Poulter          | 461    | 1804   |
| 3    | Großbritannien     | Hugh Durant              | 456    | 1804   |
| 3    | Großbritannien     | Albert Kempster          | 452    | 1804   |
| 3    | Großbritannien     | Charles Stewart          | 435    | 1804   |
| 4    | Russland           | Nikolai Kolomenkin-Panin | 469    | 1801   |
| 4    | Russland           | Hryhorij Schesterikow    | 469    | 1801   |
| 4    | Russland           | Pawel Woiloschnikow      | 447    | 1801   |
| 4    | Russland           | Mykola Melnyzkyj         | 437    | 1801   |
| 5    | Griechenland       | Frangiskos Mavrommatis   | 454    | 1731   |
| 5    | Griechenland       | Ioannis Theofilakis      | 442    | 1731   |
| 5    | Griechenland       | Konstantinos Skarlatos   | 429    | 1731   |
| 5    | Griechenland       | Alexandros Theofilakis   | 406    | 1731   |